# Menyétfélék

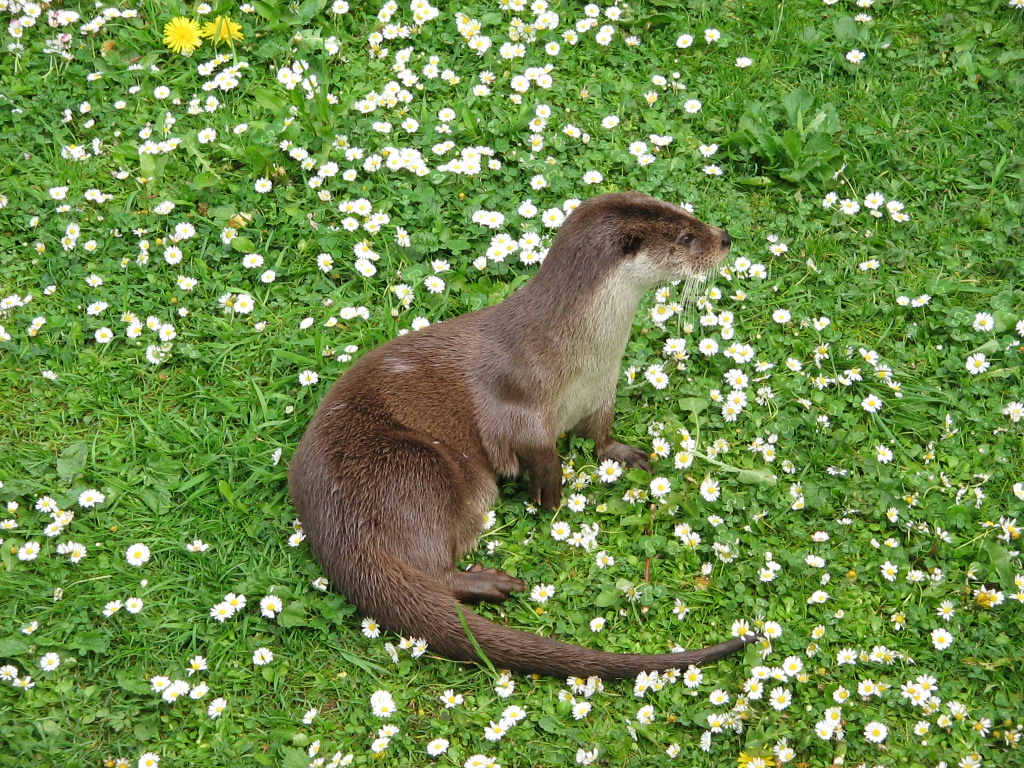
Európai vidra (Lutra lutra)

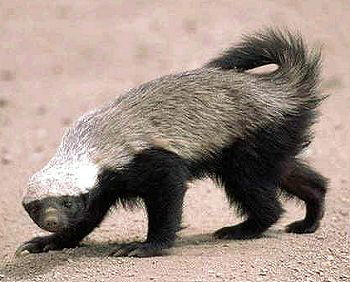
Méhészborz (Mellivora capensis)

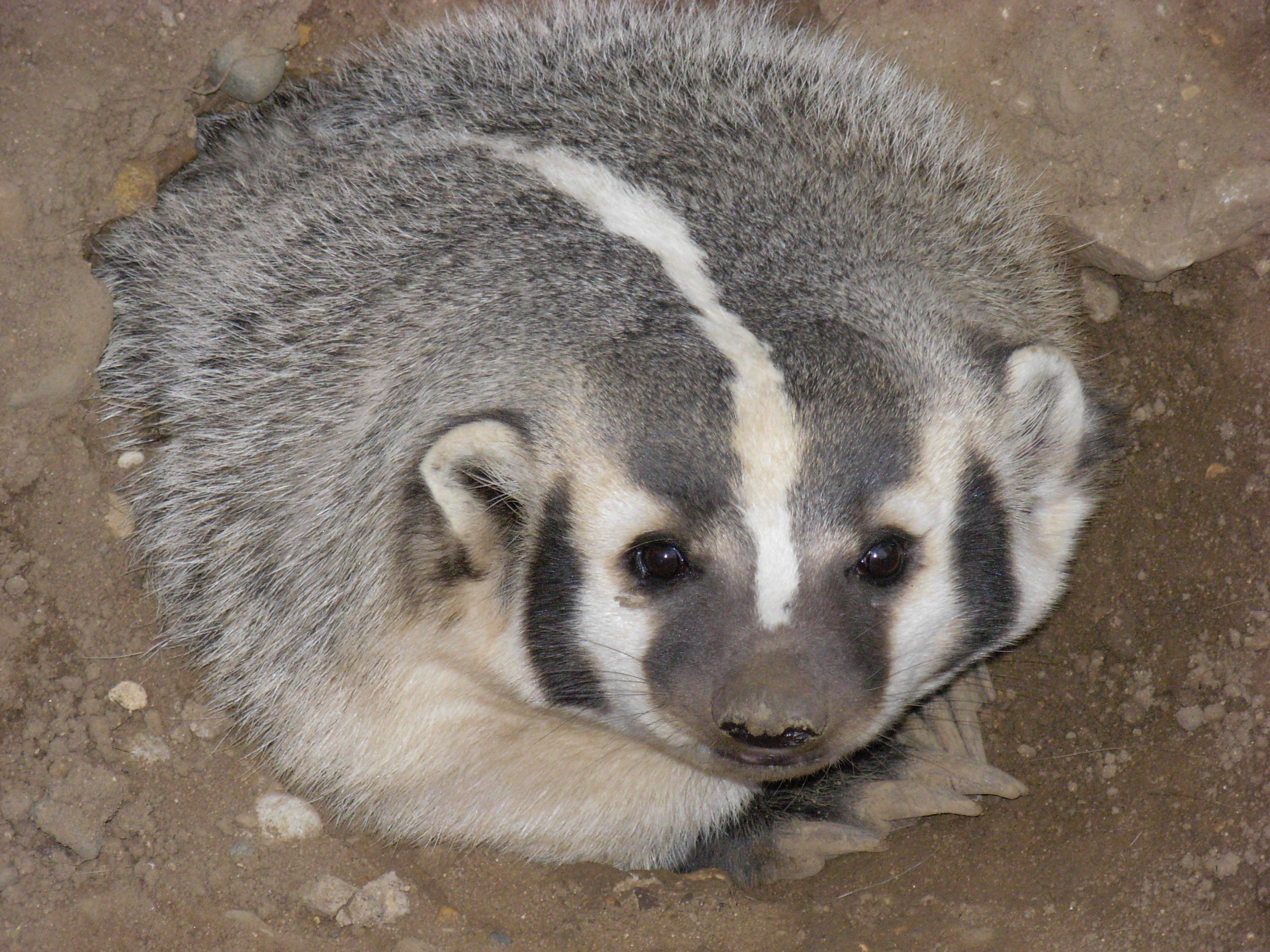
Amerikai borz (Taxidea taxus)

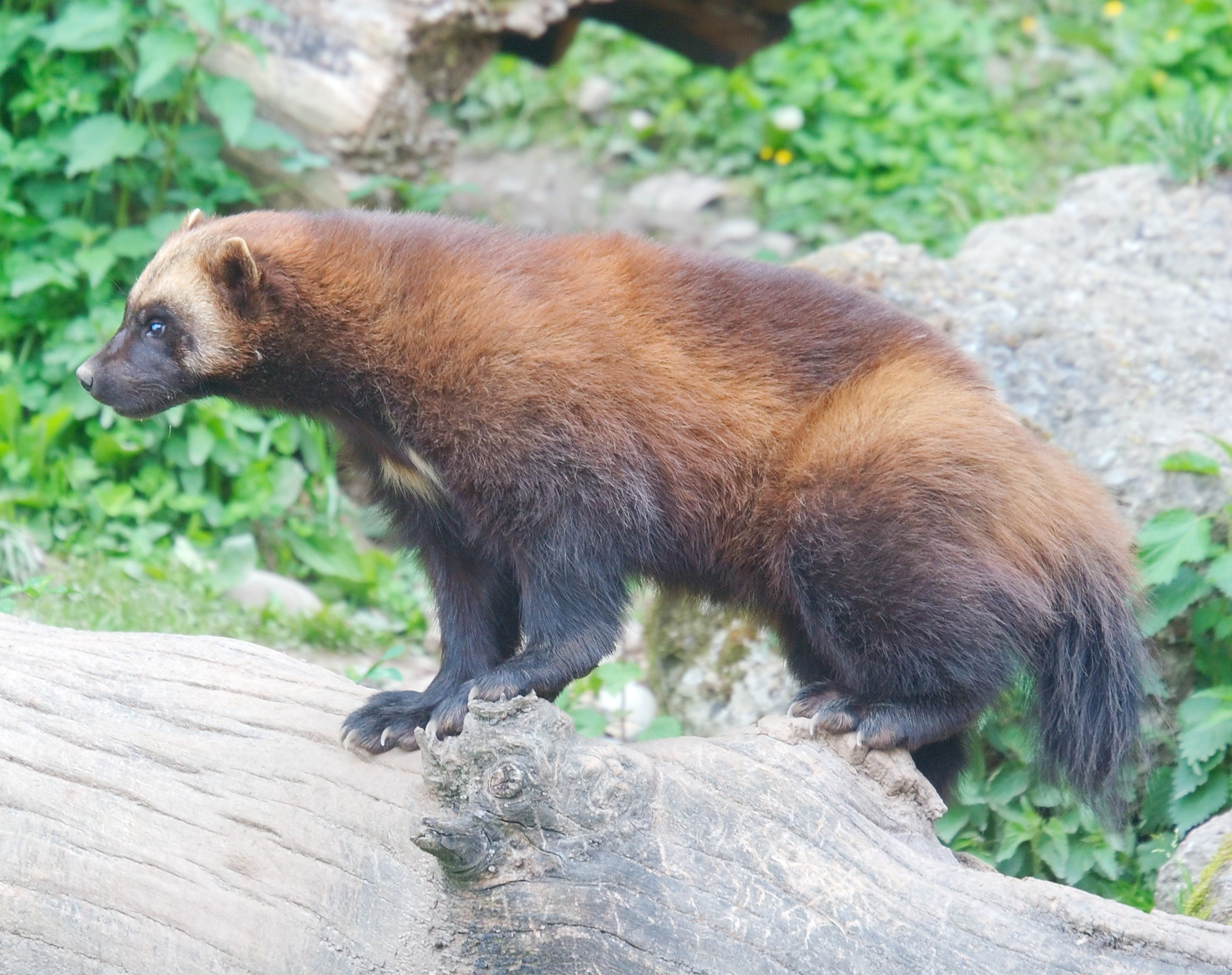
Rozsomák (Gulo gulo)

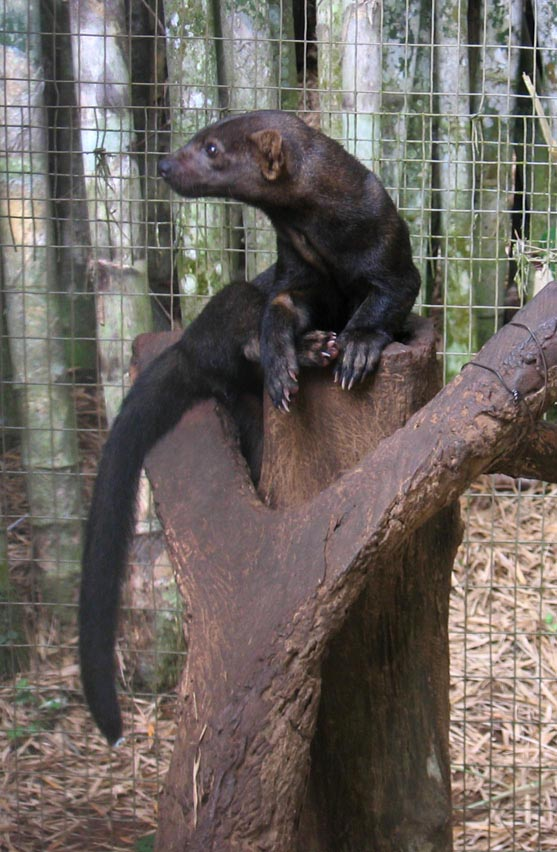
Taira (Eira barbara)

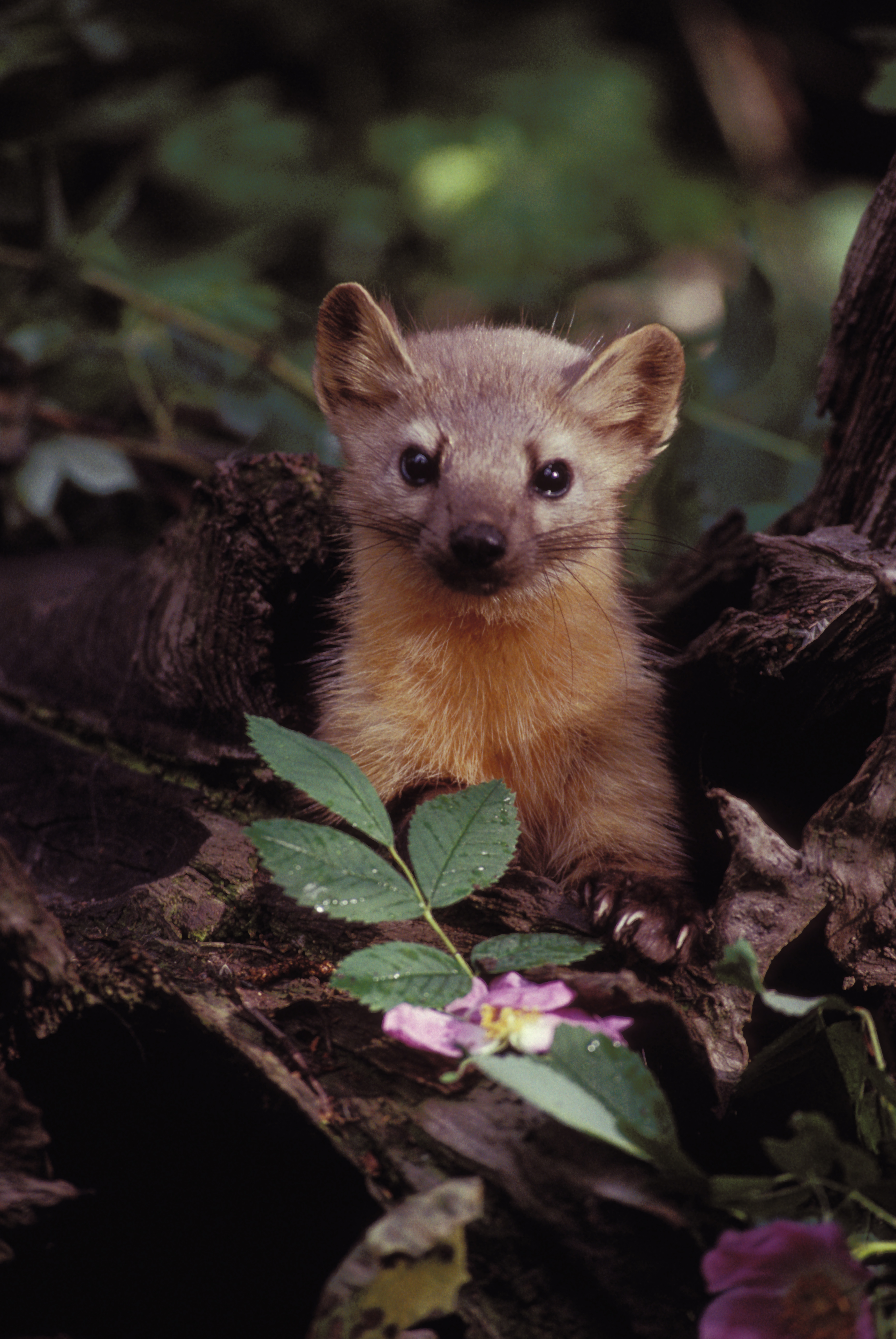
Amerikai nyest (Martes americana)

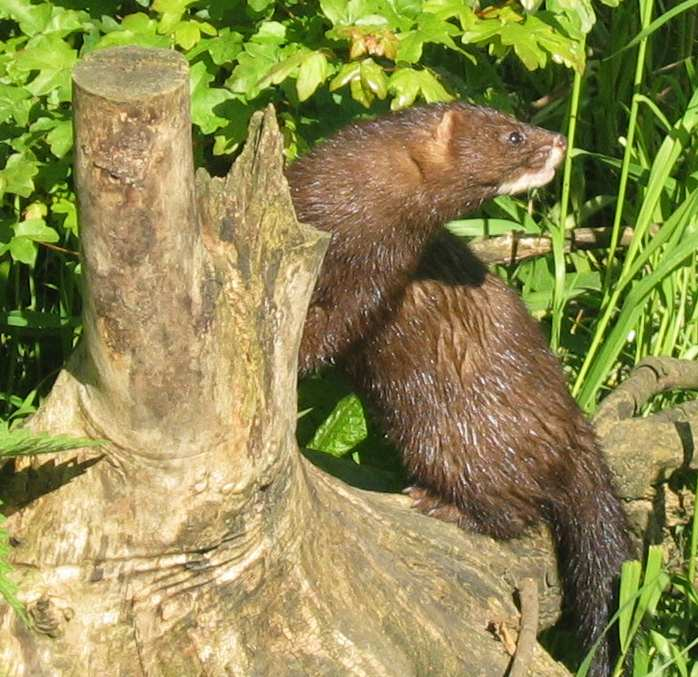
Európai nyérc (Mustela lutreola)

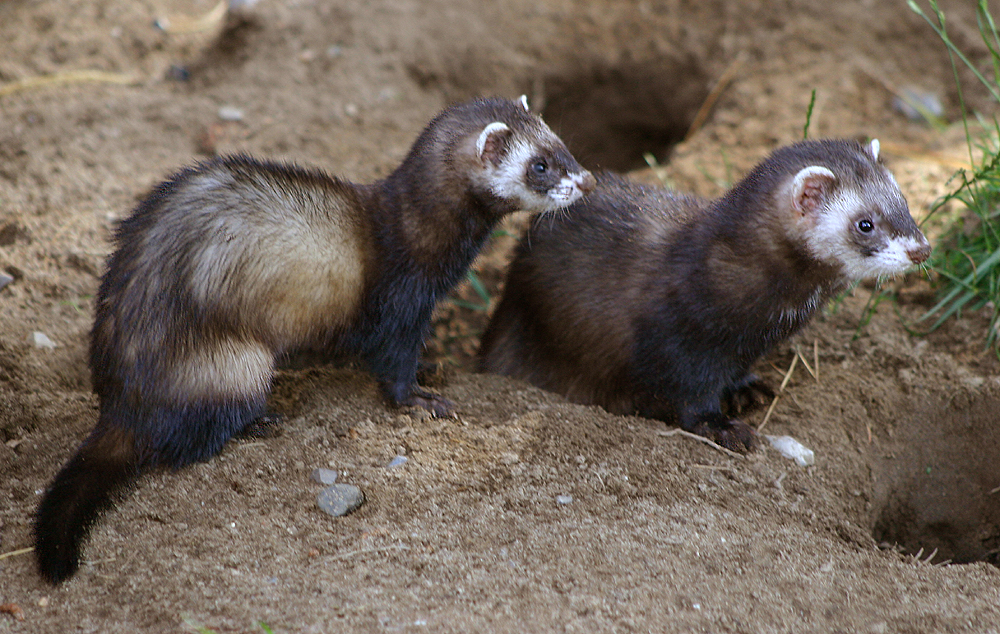
Közönséges görény (Mustela putorius)

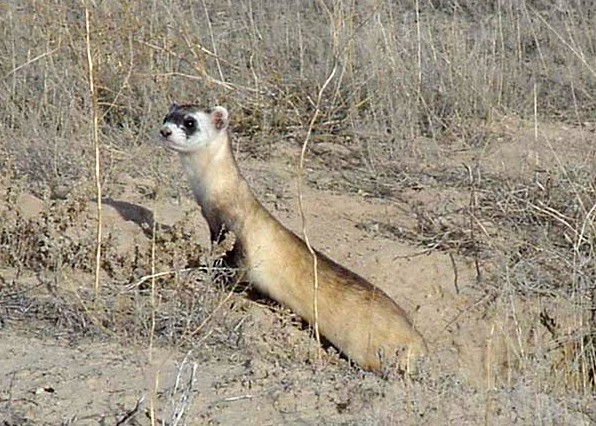
Feketelábú görény (Mustela nigripes)

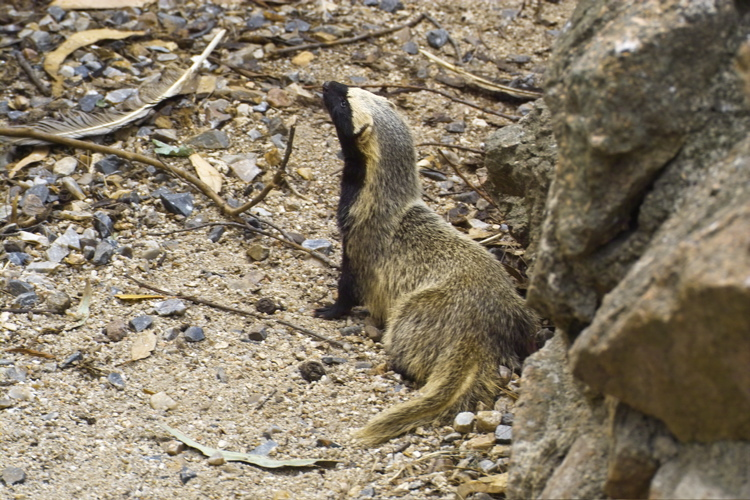
Kis grizon (Galictis cuja)

A menyétfélék (Mustelidae) az emlősök osztályának, a ragadozók rendjének és a kutyaalkatúak alrendjének egy családja.

## Származásuk, elterjedésük
Az Antarktisz, valamint Ausztrália és Óceánia szigetvilágának kivételével mindenhol vannak őshonos fajaik – utóbbi térségekbe több fajukat betelepítették.

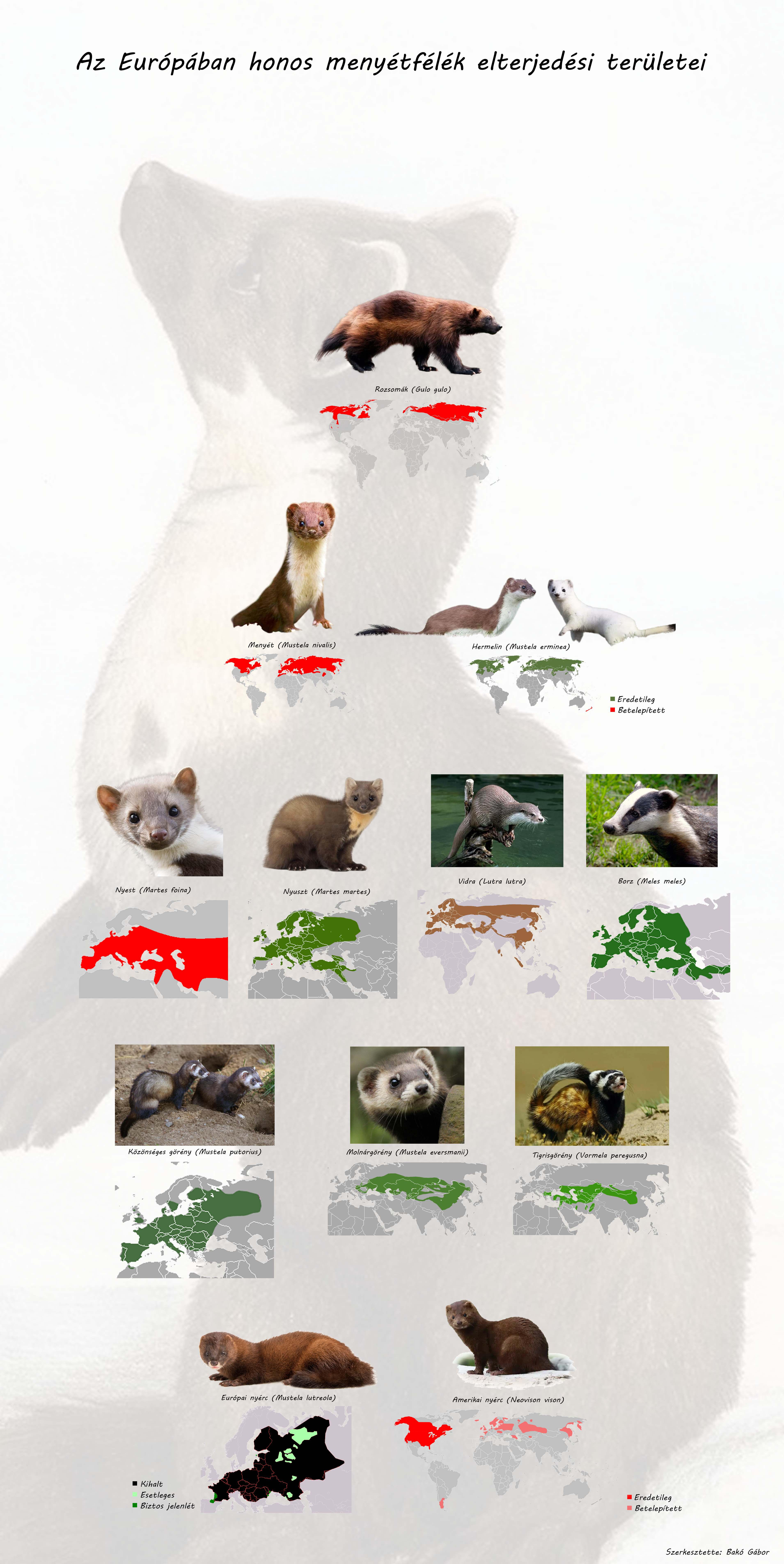
Az Európában honos menyétfélék elterjedési területei

## Megjelenésük, felépítésük
Megnyúlt testű, karcsú, rövid lábú, kis vagy közepes termetű ragadozó emlősök. Félig vagy egészen talpon járók. Farkuk középhosszú, tépőfogaik kicsik, vakbelük nincs. Mindig vannak végbéli bűzmirigyeik: ezek kellemetlen szagú váladékát akkor spriccelik ki, ha veszélyben érzik magukat.

## Életmódjuk, élőhelyük
Igen változatos állatcsoport, hiszen míg egyes fajaik (például a nyuszt) kiválóan másznak fára, addig mások (a vidraformák) a vízi életmódhoz alkalmazkodtak. Éjszakai és nappali fajok egyaránt tartoznak a családba. Elsősorban ragadozók, bár egyes fajok sok növényi táplálékot is fogyasztanak.

## Rendszerezés
A család 8 alcsaládot, 22 nemet, 67 fajt foglal magában:

### Amerikai borzformák
Amerikai borzformák (Taxidiinae) alcsaládja 1 nemmel
- Taxidea (Waterhouse, 1839) – 1 faj
  - amerikai borz (Taxidea taxus)

### Méhészborzformák
Méhészborzformák (Mellivorinae) alcsaládja 1 nemmel
- Mellivorinae (Gray, 1865) – 1 faj
  - méhészborz (Mellivora capensis)

### Borzformák
Borzformák (Melinae) alcsaládja 2 nemmel
- Arctonyx  (Cuvier, 1825) – 3 faj
  - örvös sertésborz (Arctonyx collaris)
  - északi sertésborz (Arctonyx albogularis)
  - szumátrai sertésborz (Arctonyx hoevenii)

- Meles (Boddaert, 1785) – 4 faj
  - európai borz (Meles meles)
  - kaukázusi borz (Meles canescens)
  - kínai borz (Meles leucura)
  - japán borz (Meles anakuma)

### Borznyestformák
Borznyestformák (Helictidinae) alcsaládja 1 nemmel
- Melogale (I. Geoffroy Saint-Hilaire(wd), 1831) – 5 vagy 6 faj
  - borneói borznyest (Melogale everetti)
  - pézsma borznyest (Melogale moschata)
  - tajvani borznyest (Melogale subaurantiaca) vagy (Melogale moschata subaurantiaca)
  - jávai borznyest (Melogale orientalis)
  - nagyfogú borznyest vagy indiai borznyest (Melogale personata)
  - vietnámi borznyest (Melogale cucphuongensis)

### Rozsomákformák
Rozsomákformák (Guloninae) alcsaládja 4 nemmel
- Gulo (Pallas, 1780) – 1 faj
  - rozsomák (Gulo gulo)

- Eira (Smith, 1842) – 1 faj
  - taira (Eira barbara)

- Martes (Pinel, 1792) – 8 faj
- Alopecogale alnem, 2 faj
  - amerikai nyest (Martes americana)
  - nyugati nyest (Martes caurina) - az amerikai nyestről leválasztott faj
- Charronia alnem, 2 faj
  - sárgatorkú nyest (Martes flavigula)
  - Gwatkins-nyest (Martes gwatkinsii)
- Crocutictis alnem, 2 faj
  - coboly (Martes zibellina)
  - feketelábú nyest (Martes melampus)

- Martes alnem, 2 faj
  - közönséges nyest (Martes foina) – típusfaj
  - nyuszt (Martes martes)

- Pekania – 1 faj
  - Halásznyest (Pekania pennanti)

### Zorillaformák
Zorillaformák (Ictonychinae) alcsaládja 5 nemmel
- Galictis (Bell, 1826) – 2 faj
  - kis grizon (Galictis cuja)
  - nagy grizon (Galictis vittata) – típusfaj

- Ictonyx (Kaup, 1835) – 2 faj
  - sivatagi görény (Ictonyx libyca)
  - csíkos görény vagy zorilla (Ictonyx striatus)

- Poecilogale (Thomas, 1883) – 1 faj
  - rövidlábú görény (Poecilogale albinucha)

- Lyncodon (Gervais, 1845) – 1 faj
  - patagóniai menyét (Lyncodon patagonicus)

- Vormela (Blasius, 1884) – 1 faj
  - tigrisgörény (Vormela peregusna)

### Vidraformák
Vidraformák (Lutrinae) alcsaládja 7 nemmel
- Aonyx  (Lesson, 1827) – 3 faj
  - nagyfogú tömpeujjú-vidra (Aonyx capensis)
  - ázsiai kiskarmú vidra (Aonyx cinereus, korábban Amblonyx cinereus) 
  - kongói tömpeujjú-vidra (Aonyx congicus)

- Enhydra  (Fleming, 1822) – 1 faj
  - tengeri vidra (Enhydra lutris)

- Hydrictis  (Pocock, 1921) – 1 faj
  - foltosnyakú vidra (Hydrictis maculicollis)

- Lontra  (Gray, 1843) – 4 faj
  - kanadai vidra (Lontra canadensis)
  - parti vidra (Lontra felina)
  - hosszúfarkú vidra (Lontra longicaudis)
  - déli vidra (Lontra provocax)

- Lutra  (Brünnich, 1771) – 3 faj
  - európai vidra (Lutra lutra)
  - japán vidra (Lutra nippon) - kihalt
  - szőrösorrú vidra (Lutra sumatrana)

- Lutrogale  (Gray, 1865) – 3 faj
  - simaszőrű vidra (Lutrogale perspicillata)

- Pteronura (Gray, 1837) – 1 faj
  - óriásvidra (Pteronura brasiliensis)

### Menyétformák
Menyétformák (Mustelinae) alcsaládja 2 nemmel
- Mustela (Linnaeus, 1758) – 15 vagy 16 faj
  - eurázsiai menyét (Mustela nivalis) (Linnaeus, 1766)
  - eurázsiai hermelin (Mustela erminea) (Linnaeus, 1758) - típusfaj
  - amerikai hermelin (Mustela richardsonii) (Bonaparte, 1838)  - a hermelinről 2021-ben leválasztott faj
  - Haida-szigeti hermelin (Mustela haidarum) (Preble, 1898) - a hermelinről 2021-ben leválasztott faj
  - hegyi menyét (Mustela altaica) (Pallas, 1811)
  - sárgahasú menyét (Mustela kathiah) (Hodgson, 1835)
  - európai nyérc (Mustela lutreola) (Linnaeus, 1761)
  - szibériai görény vagy szibériai menyét (Mustela sibirica) Pallas, 1773
  - japán görény vagy japán menyét (Mustela itatsi) Temminck, 1844 - korábban a szibériai görény alfajának tekintették
  - csíkoshátú menyét (Mustela strigidorsa) Gray, 1855
  - maláj menyét (Mustela nudipes) Desmarest, 1822
  - jávai görény (Mustela lutreolina) Robinson & Thomas, 1917
  - közönséges görény (Mustela putorius) Linnaeus, 1758
    - vadászgörény (Mustela putorius furo) - egyes rendszerekben különálló fajként kezelik

  - molnárgörény (Mustela eversmannii) Lesson, 1827
  - feketelábú görény (Mustela nigripes) (Audubon & Bachman, 1851)

- Neogale (Gray, 1865) - 5 faj
  - amazonasi menyét (Neogale africana), korábban (Mustela africana) (Desmarest, 1800)
  - kolumbiai menyét (Neogale felipei), korábban (Mustela felipei) (Izor & de la Torre, 1978)
  - hosszúfarkú menyét (Neogale frenata), korábban (Mustela frenata) (Lichtenstein, 1831)
  - amerikai nyérc (Neogale vison), korábban (Neovison vison) (Schreber, 1777)
  - tengeri nyérc (Neogale macrodon vagy Neogale vison macrodon), korábban (Neovison macrodon) (Prentiss, 1903) - kihalt

Megszüntetett nem:
- Neovison (Baryshnikov & Abramov, 1997) – 2 faj - korábban a Vison alnemként a Mustela nem tagja volt, később beolvasztották az újonnan létrehozott Neogale nembe